# Benoît de Sainte-Maure

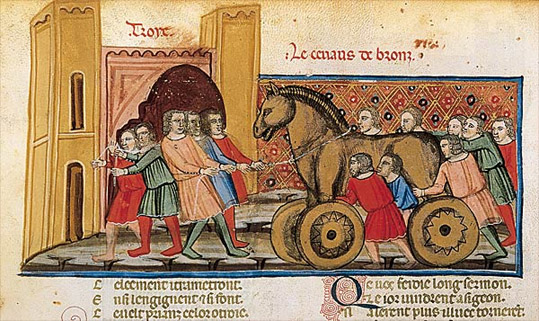
Miniatura de la Roman de Troie.

Benoît de Sainte-Maure fue un escritor francés del siglo XII, originario de la región de Tours.
Su obra más importante es el Roman de Troie (1160-70), dedicado a Leonor de Aquitania y probablemente encargado por ella. Es la principal obra medieval acerca de la guerra de Troya y está basado en traducciones de la Ilíada al latín escritas en los siglos III y IV. 
Escribió también una Estoire des Ducs de Normandie [Historia de los duques de Normandía], hacia 1175, por orden del rey de Inglaterra Enrique II, utilizando como fuentes las crónicas de Guillermo de Jumièges, Guillermo de Poitiers, Dudon de Saint-Quentin y Robert Wace, 